# Rumex palustris
La romaza de laguna o Rumex palustris Sm. es una especie de plantas de la familia de las poligonáceas. 

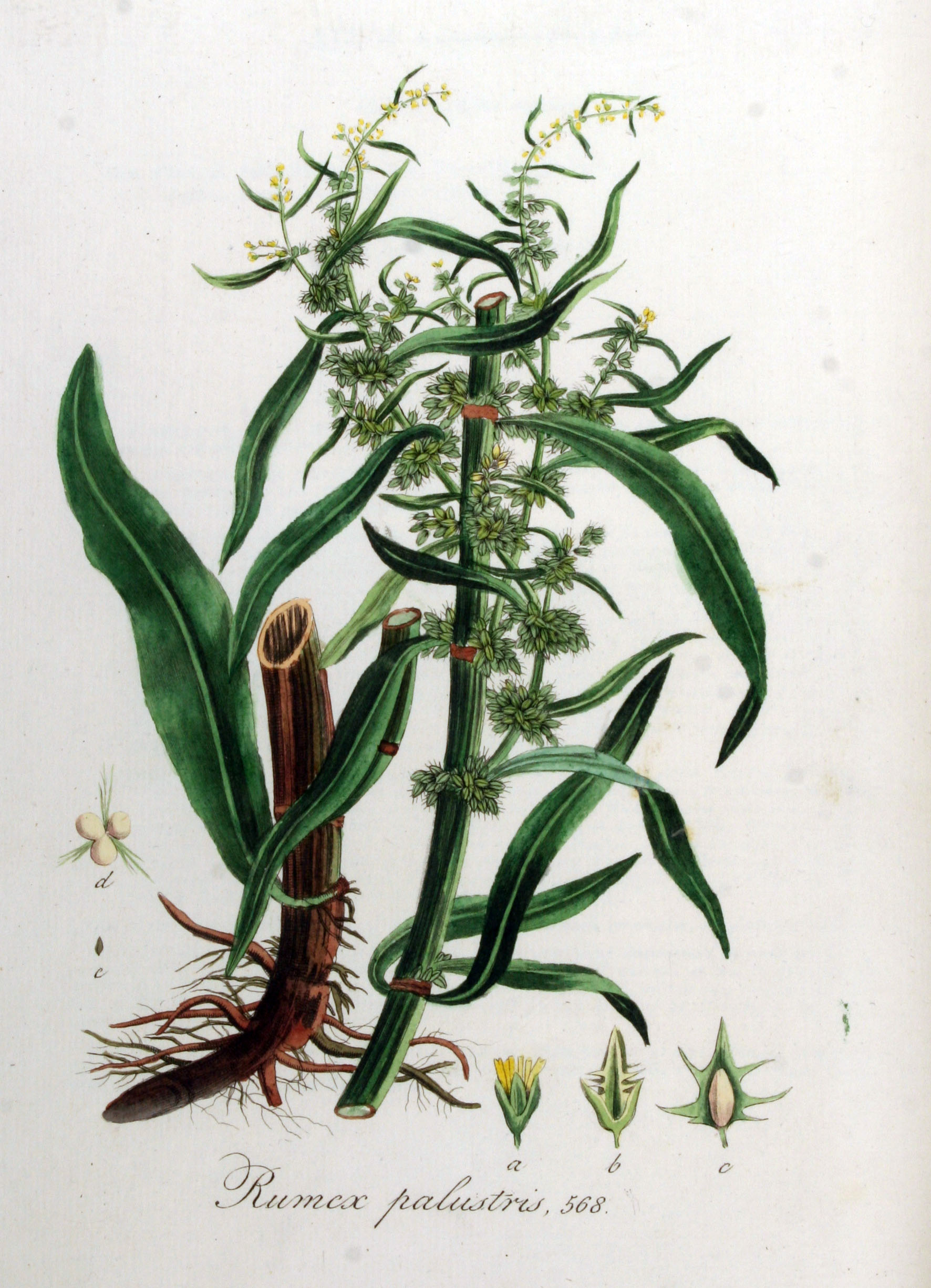
Ilustración

## Distribución y hábitat
Esta planta con hábitos  terófitos y  hemicriptófitos.  Se le conoce comúnmente como Paradella palustre. 
Está adaptada a lugares con mucha humedad o parcialmente inundados, como los bancos de los ríos. Tiene una distribución eurosiberiana.

## Descripción
Planta de porte herbáceo, que alcanzan una altura de 50 a 100 centímetros.  La tonalidad de sus frutos maduros va desde el marrón hasta el amarillo. Sus sépalos son de 4 milímetros de altura, estrechos y con forma de lengua, de color marrón. Sus dientes son ovalados y obtusos y de aproximadamente el doble de largos que anchos.  Los frutos están agrupados en tallos rígidos que se levantan hacia arriba.  Florece de julio a septiembre.

## Taxonomía
Rumex palustris fue descrita por   James Edward Smith  y publicado en Flora Britannica 1: 394. 1800.
Citología
Número de cromosomas de Rumex palustris (Fam. Polygonaceae) y táxones infraespecíficos:  n=30; 2n=60
Etimología
Ver: Rumex
palustris: epíteto latíno que significa "palustre". 
Sinonimia
- Rumex uliginosus Guss.
- Rumex maritimus With.
- Lapathum limosum Renault
- Rumex limosus var. palustris (Sm.) Rouy
- Rumex laxiflorus St.-Lag. in Cariot nom. illeg.
- Lapathum palustre (Sm.) Friche-Joset & Montandon
- Rumex limosus[3]